# سيلفيا بريت
سيلفيا بريت هي كاتبة سير وكاتِبة ماليزية، ولدت في 25 فبراير 1885، وتوفيت في 11 نوفمبر 1971.